# Manuel des Conventions des Communications Inter-Client
En informatique, le Manuel des Conventions des Communications Inter-Client (Inter-Client Communication Conventions Manual en anglais (ICCCM)) est un standard pour l'interropérabilité entre des clients X Window System  d'un même serveur X. Il a été créé par David S. H. Rosenthal (en) du MIT X Consortium en 1988. La version 1.0 a été publiée en juillet 1989 et la version 2.0 en début de 1994.
X spécifie délibérément "un mécanisme, pas une règle". Par conséquent, une spécification additionnelle supplémentaire du protocole X lui-même était nécessaire pour les interactions entre clients. La spécification ICCCM spécifie les tampons de "copier-coller", les interactions avec le gestionnaire de fenêtres, la gestion de sessions, comment manipuler les ressources partagées et comment gérer les couleurs systèmes. Ces fonctions de bas niveau sont généralement implémentées par les  bibliothèques d'interface graphique ou les environnements de bureau, ce qui signifie que les programmeurs d'applications travaillent rarement directement avec ICCCM lui-même, mais à la place utilise une librairie de plus haut-niveau qui l'implémente.
L'ICCCM est réputé pour être ambigu et difficile à implémenter correctement. De plus, certaines parties sont obsolètes.
Les efforts pour mettre à jour l'ICCCM pour les besoins actuels se sont traduits par les Extended Window Manager Hints (en) (conseils d'extension des gestionnaires de fenêtres) .

## Liste de gestionnaires de fenêtres compatibles ICCCM
- aewm - implémentation basique
- alloywm - compatibilité partielle
- awesome
- Blackbox - Versions 0.65 à 0.70
- dwm - peut être configuré pour compatibilité
- Enlightenment (logiciel)
- evilwm - compatibilité partielle
- fvwm
- icewm
- kwin
- metacity
- musca
- mutter
- openbox
- xfwm
- xmonad